# Cratone sarmatico
     1. Scudo Ucraino
     2. Anticlinale di Kovel
     3. Piattaforma di Volinia-Podolia
     4. Orogene dei Carpazi
     5. Piattaforma europea occidentale
     6. Bacino (aulacogene) di Pripjat'-Dniepr-Donec
     7. (Scudo) Massiccio di Voronezh
     8. Orogene del Donec o del Donbass
     9. Bacino Pontico o del Mar Nero
     10. Piattaforma Scitica o Sarmatica
     11. Orogene di Crimea

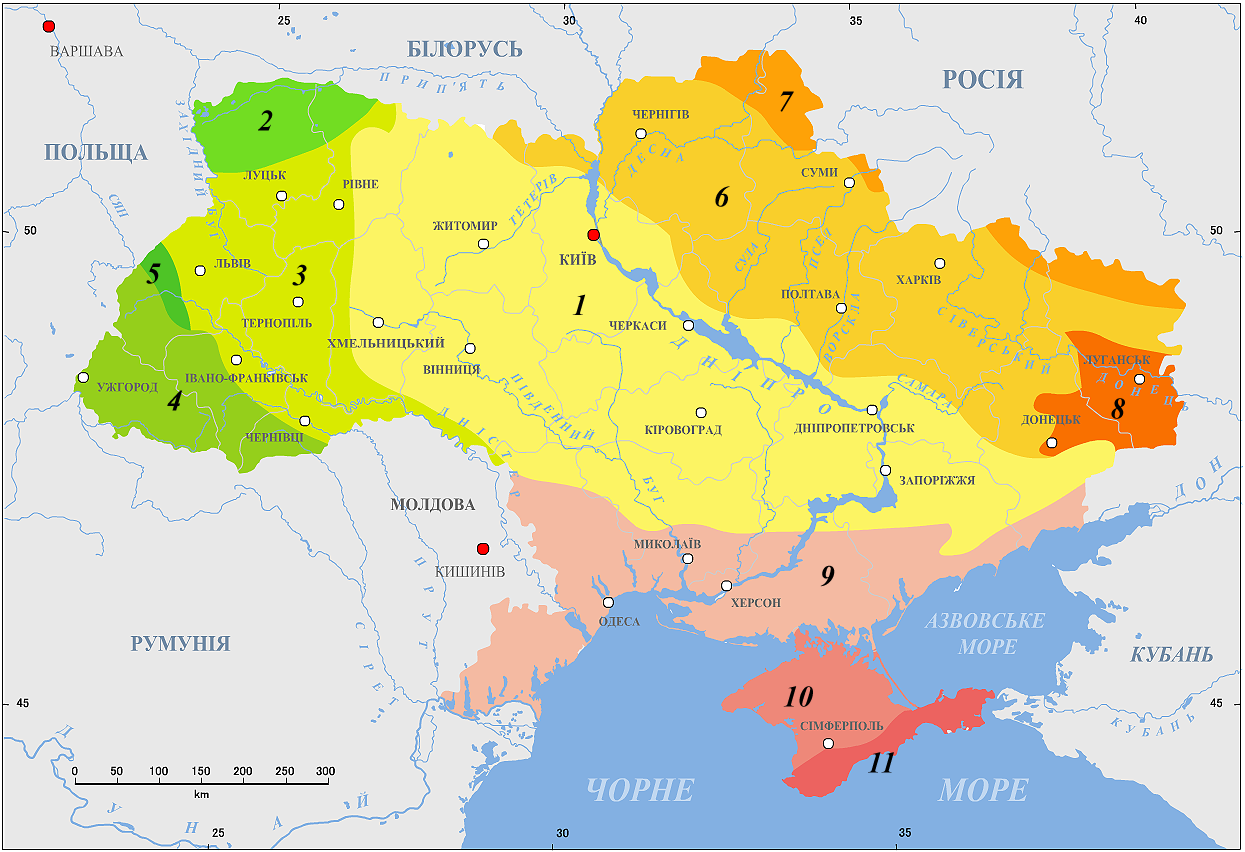
Carta strutturale dell'Ucraina
1. Scudo Ucraino
2. Anticlinale di Kovel
3. Piattaforma di Volinia-Podolia
4. Orogene dei Carpazi
5. Piattaforma europea occidentale
6. Bacino (aulacogene) di Pripjat'-Dniepr-Donec
7. (Scudo) Massiccio di Voronezh
8. Orogene del Donec o del Donbass
9. Bacino Pontico o del Mar Nero
10. Piattaforma Scitica o Sarmatica
11. Orogene di Crimea

Il cratone sarmatico o Sarmatia è il segmento meridionale del cratone dell'Europa Orientale o Baltica. È citato a volte anche come piattaforma scitica.
Il cratone contiene rocce risalenti all'Archeano che hanno un'età compresa tra 3,7 e 2,8 miliardi di anni. Nel corso del Carbonifero, il cratone fu staccato dal rift Dnieper-Donets. Ne risulta che da un punto di vista geomorfologico l'area del cratone è suddivisa dalla cintura del Donbass, che fa parte del più esteso aulacogeno del Pripyat-Dniepr-Donets che attraversa la Sarmatia, suddividendola nello scudo ucraino a sudovest e nel Massiccio di Voronezh a nordest.

## Caratteristiche
Il cratone sarmatico è costituito da frammenti continentali archeani e un tempo indipendenti tra loro che si formarono rispettivamente 3,7-2,9; 3,6-2,8; 3,2-3,0 e 2,7-2,6 miliardi di anni fa. Questi spezzoni sono separati da una serie di cinture orogenetiche risalenti a 2,2-2,1 miliardi di anni fa. Il margine nordoccidentale del cratone ha un esteso arco magmatico continentale che data a 2,0-1,95 miliardi di anni fa.
Lo scudo ucraino e il Massiccio di Voronezh sono le aree esposte del cratone sarmatico. Il cratone può essere suddiviso in terrane dell'Archeano (3,7-2,7 miliardi di anni fa) separati da cinture orogenetiche del Paleoproterozoico (2,2-2,1 e 2,0-1,9 miliardi di anni fa).
La cintura Osnitsk-Mikashevichi a nordovest è larga 150-200 km e si estende per oltre 1000 km dalla zona di Tornquist fino a Mosca. È esposta solo nell'angolo nordoccidentale dello scudo ucraino e nella fossa di Pripyat, a ovest dell'aulacogeno Dniepr-Donets, risalente al Devoniano. La cintura può essere tracciata magneticamente anche se è per lo più ricoperta da rocce sedimentarie del Fanerozoico. La presenza di batoliti granitiche intruse da diorite e gabbro di 1,98-1,95 miliardi di anni e rocce metavulcaniche e filoniane datate a 2,02 miliardi di anni, indica che la cintura Osnitsk-Mikashevichi si è formata su un margine attivo di tipo Andino assieme a crosta oceanica subdotta di 2,0-1,95 miliardi di anni fa. Questa subduzione fu seguita da un periodo di calma dopo il quale la Sarmatia e la Fennoscandia entrarono in collisione, circa 1,84-1,82 miliardi di anni fa.
Il paleoproterozoico Dominio Volyn è costituito da granitoidi di 2,06-2,02 miliardi di anni all'interno di rocce fortemente deformate e risalenti a 2,2 miliardi di anni fa della cintura Teterev–Belaya Tserkov. L'area fu fortemente deformata attorno a 1,98-1,85 miliardi di anni fa, ma può essere interpretata come sede di un intenso vulcanismo e sedimentazione un ambiente costiero-marittimo nel quale gli archi insulari riutilizzarono detriti provenienti da sorgenti dell'Archeano.
Nell'Ucraina settentrionale, il plutone Korosten, risalente a 1,80-1,74 miliardi di anni fa, si è formato in seguito a ripetuti episodi di vulcanismo. I primi studi ritenevano che fosse stato un processo anorogenetico causato da vulcanismo al di sotto del mantello terrestre. Studi più recenti hanno dimostrato che il plutone Korosten non è costituito da materiale igneo proveniente dal mantello, ma dalla crosta più profonda della cintura Osnitsk-Mikashevichi estrusa nella zona di sutura della Bielorussia centrale.
Il Dominio Podoliano nella parte meridionale della Sarmatia è costituito perlopiù da granuliti dell'Archeano-Paleoproterozoico risalenti a 3,7 miliardi di anni fa, e divise da importanti pieghe nelle regioni di Vinnitsa e di Gayvoron. 
Le intrusioni di charnockite dell'Archeano sono comuni nel sudest. Le rocce esposte nella Sarmatia occidentale fanno parte della crosta archeano-paleoproterozoica con spessori di 10-15 km. Le granuliti nel sud della Sarmatia sono emerse da profondità di almeno 35 km. A est, la zona di sutura di Golovanevsk contiene rocce ignee di quasi 3 miliardi di anni. Le rocce più antiche derivano probabilmente da crosta oceanica dell'inizio dell'Archeano.